# Пепель
Пепель (порт. Pepel, Papel, множ. число Pepeis, Papeis) — народ, проживающий на территории государства Гвинея-Бисау в западной части Африки. 

## Общие сведения
Народность пепель населяет западную часть Гвинеи-Бисау, регион Биомбо, непосредственно к северо-западу от столицы страны, города Бисау. Общая численность пепель составляет приблизительно 140 тысяч человек, из которых около 115 тысяч проживает в Гвинее-Бисау (на 2012 год), остальные — в соседних странах, прежде всего в Сенегале (провинция Казаманс), а также в Гвинее.
Во время колониального господства Португалии на территории нынешней Гвинеи-Бисау влияние властей на племена пепель было незначительным. До 1915 года португальское колониальное правительство в Бисау выплачивало отдельным группам пепель пособие с целью сохранения порядка в административном центре колонии — Бисау.
Экономически народы пепель заняты преимущественно в сельском хозяйстве: земледелие - в первую очередь выращивание риса, а также различные виды скотоводства: разведение свиней, коз, крупного рогатого скота. Важную роль в хозяйстве играет рыболовство. В своей стране пепель известны как искусные ткачи, изготовленные ими ткани используются для пошива одежды.
Наиболее известным из представителей народа пепель является бывший президент Гвинеи-Бисау Жуан Бернарду Виейра.

## Язык и культура
Народ пепель разговаривает на одноимённом языке (пепель), относящемся к группе бак атлантической языковой семьи нигеро-конголезской макросемьи.
В культурно-языковом отношении у пепель с соседними народами нет значительных различий. Этногенез их в значительной степени связан, особенно в сфере языка и культуры, с соседними манджак. С манджак у народа пепель существует большое количество схожих черт. Некоторые исследователи считают нынешнее деление на пепель и манджак решением колониальных властей, дробивших таким образом африканские этнические группы с целью облегчить себе управление этими территориями.
В социальном отношении структура общества народности пепель иерархична и представляет собой сообщество из больших семей-родов, состоящих из множества отдельных полигиничных фамилий. Проживают они в родовых домах, в которых также проживает и глава рода. Другими, более мелкими домами руководят местные вожди более низкого ранга, так называемые «маленькие короли». После вступления в брак женщины пепель обычно переезжают в дом своего мужа, который чаще всего возглавляет отец мужа.

## Религия
Среди пепель преобладают христиане. В то же время значительная их часть по-прежнему находится под влиянием местных африканских анимистических верований. В большой степени сохраняет своё значение для этой народности культ предков, что присуще большинству африканских обществ южнее Сахары. Так, пепель в течение нескольких месяцев или даже нескольких лет после смерти сородича (в зависимости от его влияния при жизни и «общественной значимости») устраивают церемонию «Toka Chur», проводимую в доме, где проживал умерший. «Toka Chur» является у пепель одним из значительнейших семейно-родовых и общественных событий.